# Manuel Jorge
Manuel Jorge Pacheco Barbosa (Dafundo, 25 de Abril de 1924 - Lisboa, 15 de Fevereiro de 2015) foi um artista plástico e pintor, que também assinou como Majo, na fase inicial da sua carreira. Mais tarde viria a assinar como M. Jorge. Nos seus primeiros tempos enquadrou-se nas chamadas correntes Modernista (3ª geração de pintores modernistas portugueses) e do Neorrealismo e tendo posteriormente enveredado por temáticas e técnicas mais academistas, já na década de 1960. 

## Biografia
Fez parte do MUD Juvenil, organização de oposição ao regime do Estado Novo, criado em 1945 e findo em 1948. Já depois do 25 de Abril de 1974 tornou-se militante do Partido Comunista Português (PCP), onde participou em diferentes iniciativas culturais, nomeadamente nas bienais de artes plásticas. 
Nascido no Dafundo, no Concelho de Oeiras, cedo demonstrou interesse pelo desenho e pela pintura. Ingressou na Armada, em 1941, e posteriormente foi enfermeiro nos Hospitais Civis de Lisboa. Nesses períodos, a pintura foi uma actividade paralela, mas não interrompida.
Manuel Jorge fez formação na Escola Técnica Afonso Domingues (Lisboa), Escola de Artes Decorativas António Arroio (Lisboa) e Sociedade Nacional de Belas Artes (Lisboa).
A sua obra caracteriza-se por diferentes períodos. Inicialmente influenciado por Paul Cézanne e Pablo Picasso. Mais tarde veio a interessar-se pelo Neorrealismo. Nas últimas três décadas do seu trabalho artístico enveredou por uma técnica mais academista e por temáticas populares lisboetas e portuguesas. Pese embora esta evolução, nunca abandonou completamente uma inspiração neorrealista. 
A técnica da pintura a óleo marcou o seu trabalho desde o início da sua carreira. Dominando também as técnicas do vitral, fresco e da arte com a técnica Namban, com aplicação de folha de ouro. Acabaria, sua fase final, por escolher aguarela como meio de expressão preferencial.
Na sua obra passaram a constar Marinhas, nomeadamente com influência da Escola Inglesa e da Escola Holandesa, dos séculos XVII e XVIII. Embora menos numerosas, pintou alguns quadros de Arte Sacra, com inspiração no Renascimento italiano.
Os retratos de homens do povo, nomeadamente pescadores e peixeiras da Nazaré, varinas, figuras típicas de Lisboa e ceifeiras do Alentejo, foram inspiração recorrente. 
Paralelamente a estas temáticas, Manuel Jorge manteve sempre, residualmente, um trabalho de ligação a temas contemporâneos, já não neorrealistas, mas de realismo não politizado e de grandes mestres da escola flamenga. Nesses trabalhos manteve a influência de Cézanne, nomeadamente nas naturezas-mortas, como de Rembrandt e Vermeer, relativamente ao modo de iluminação das cenas.
O Tejo e suas embarcações e os bairros populares da capital portuguesa foram, provavelmente, os temas mais representados nas últimas décadas de trabalho artístico. Não se cingindo à realidade, Manuel Jorge assumidamente inventou a cidade que o viu crescer e onde residiu durante quase toda a sua vida. 
Como muitos artistas da sua geração, Manuel Jorge esteve ligado ao teatro, em várias salas do Parque Mayer, e pintura de panos murais de promoção de filmes. Durante vários anos esteve ligado ao ateliê de arquitectura de Frederico George. Através desse gabinete participou na Feira Industrial Britânica (sem referência a data), Feira Internacional Portuguesa (sem referência a data), Feira Mundial de Bruxelas (1958), Teatro Nacional de São Carlos, Palácio do Marquês de Fronteira (sem referência a data) e Museu de Marinha (sem referência a data).
Nas últimas décadas de trabalho, Manuel Jorge esteve patente permanentemente nas Galerias Sesimbra e Galerias Yela, ambas de Lisboa.

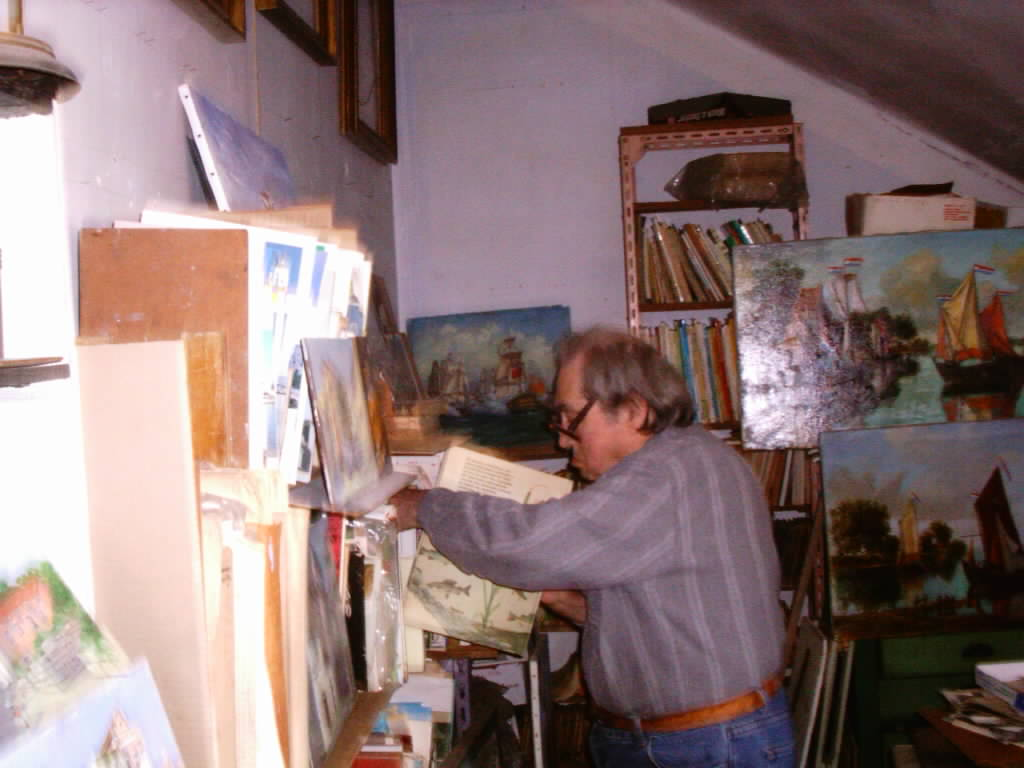
Manuel Jorge no seu ateliê na década de 1990

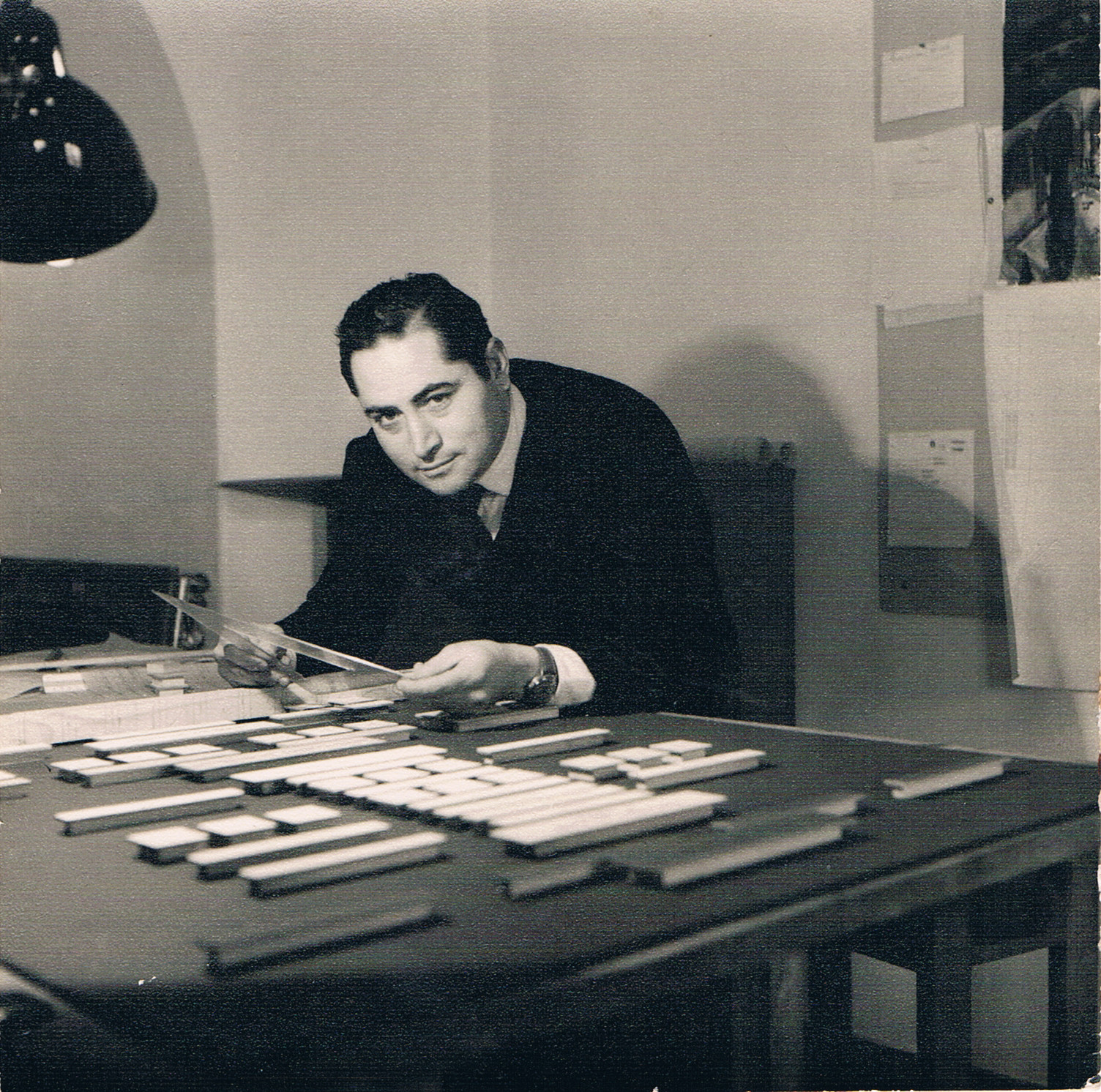
Manuel Jorge na década de 1950

Reconhecido entre os pares como um pintor emocional e «repentista», foi-lhe dada a alcunha de «Arte Pura», pelo pintor e escultor Alípio Brandão.  
A construção da biografia de Manuel Jorge é um trabalho de difícil conclusão, visto o pintor não ter deixado qualquer currículo completo, ordenado e totalmente documentado, faltando, por vezes, referência precisa quanto a local e data.
Manuel Jorge tem entrada no livro «Portuguese 20th Century Artist, A Biographical Dictionary, de Michael Tannock». Porém, esta publicação, das mais completas referentes à temática da arte contemporânea portuguesa, pouco informa.
Os apontamentos deixados pelo pintor referem sumariamente a participação em exposições em Bruxelas (Bélgica) Colónia (Alemanha), Espanha (sem referências às cidades), Londres (Reino Unido), Lausana (Suíça), França (sem referências às cidades), Rio de Janeiro (sem referências aos locais), Salão H. Stern, Ancorage (Alasca – Estados Unidos da América), Filadélfia (Pensilvânia, EUA), Los Angeles (Califórnia, EUA), Miami (Flórida, EUA) e Nova Iorque (Nova Iorque, EUA).
Além dessas exposições, estão documentadas as presenças nas colecções de Mr. & Mrs. Joseph Samiljan (Swampscott, Massachusetts) e de Miss Orquidea Estevez (Miami).
Devido a problemas de saúde, quer de visão quer de controlo da mão direita, Manuel Jorge deixou a actividade artística permanente em 1998. Contudo, continuou a participar, com obras do seu espólio, na Bienal de Artes Plásticas da Festa do Avante. 
O espólio está presente nas colecções da Ephemera - Associação Cultural, Feitoria Inglesa, Museu das Artes de Sintra, Museu das Crianças, Museu de Lisboa, Museu de Santo António e Museu de Marinha.

## Galeria

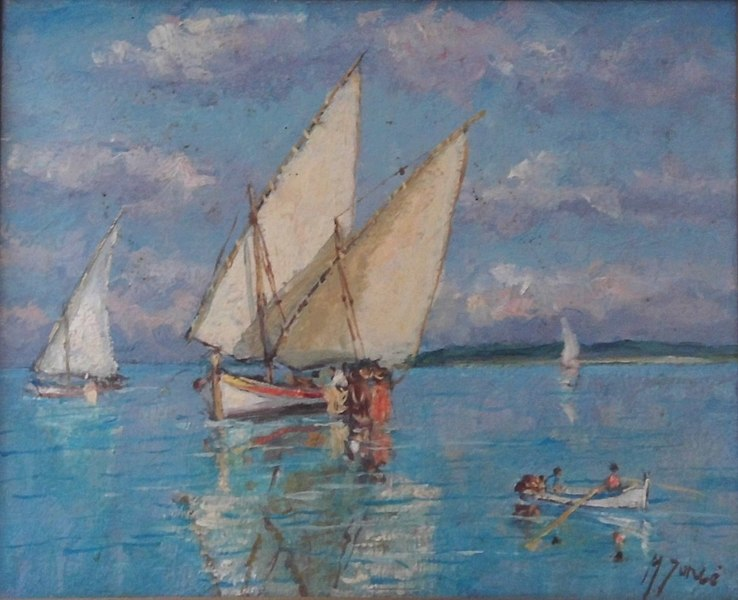
Barcos do Tejo
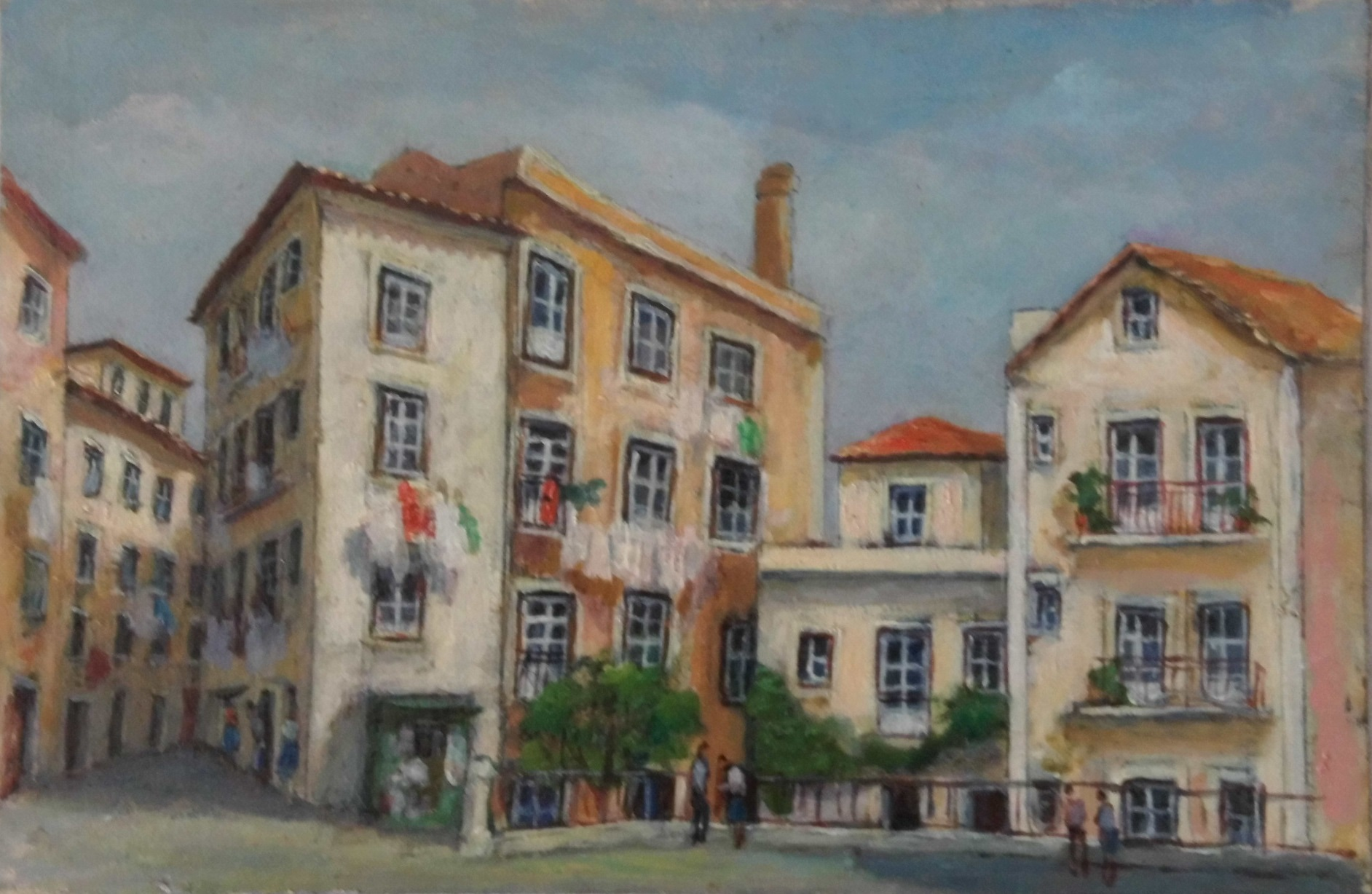
Casario de Lisboa
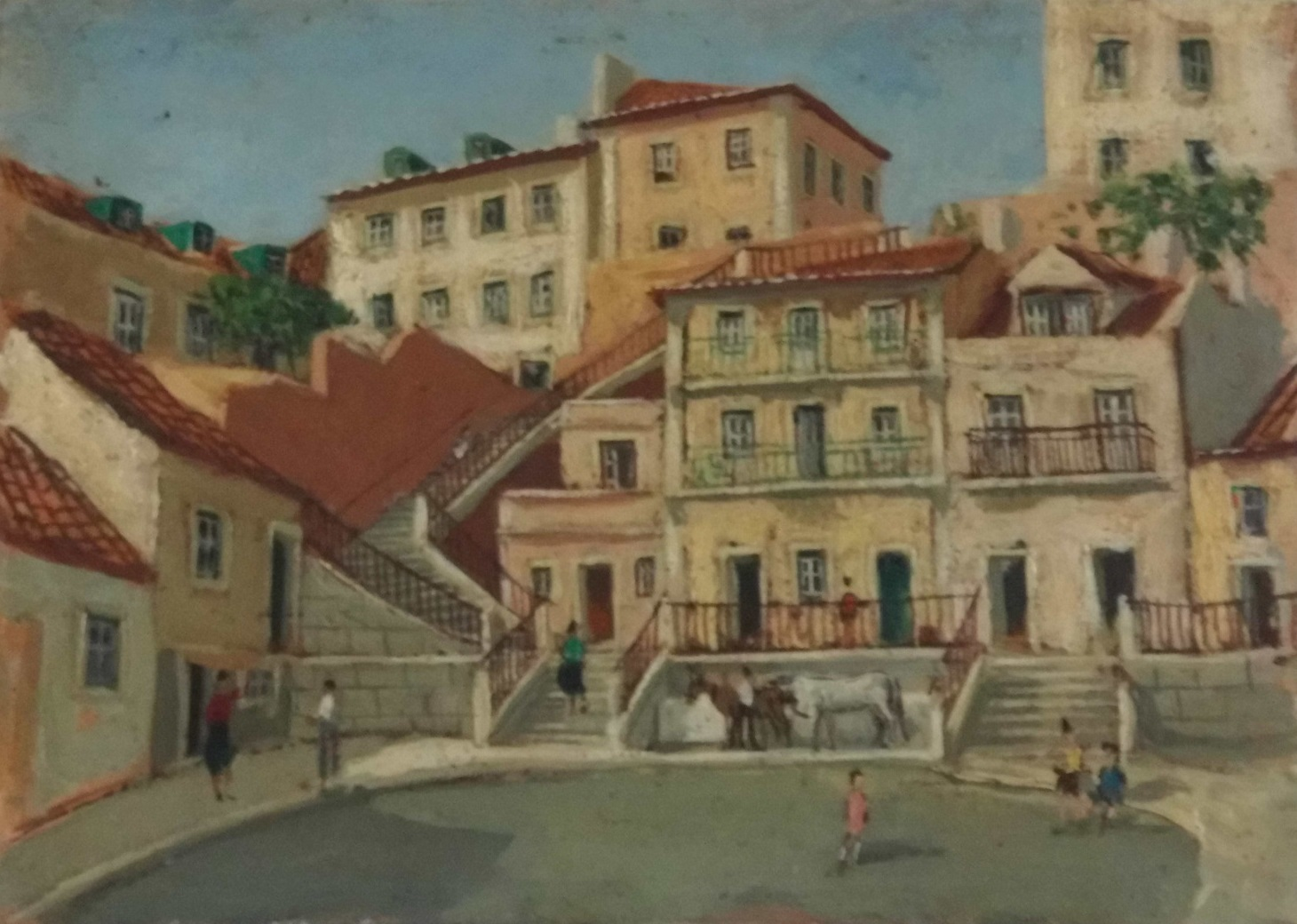
Casario de Lisboa
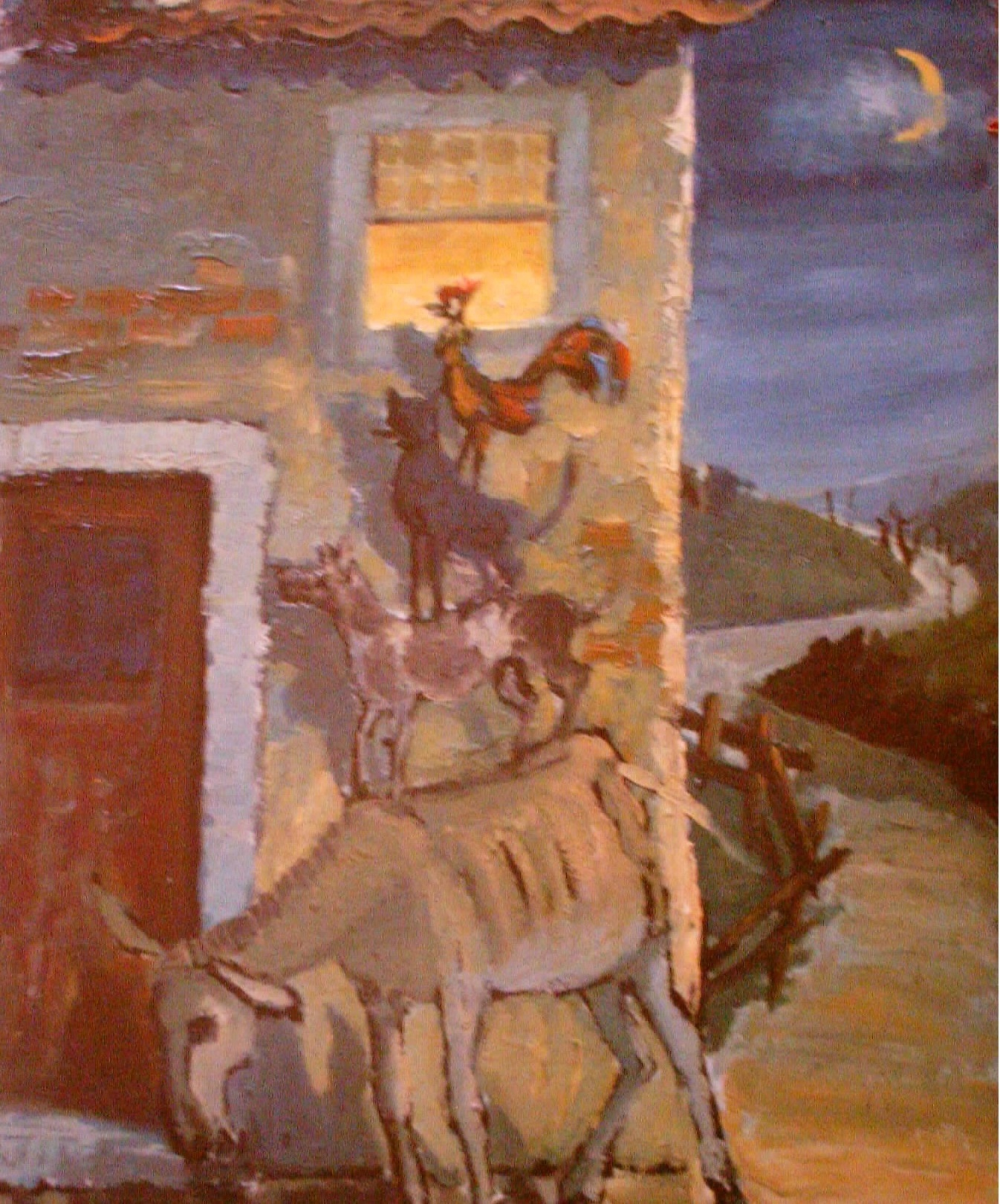
Os músicos de Bremen
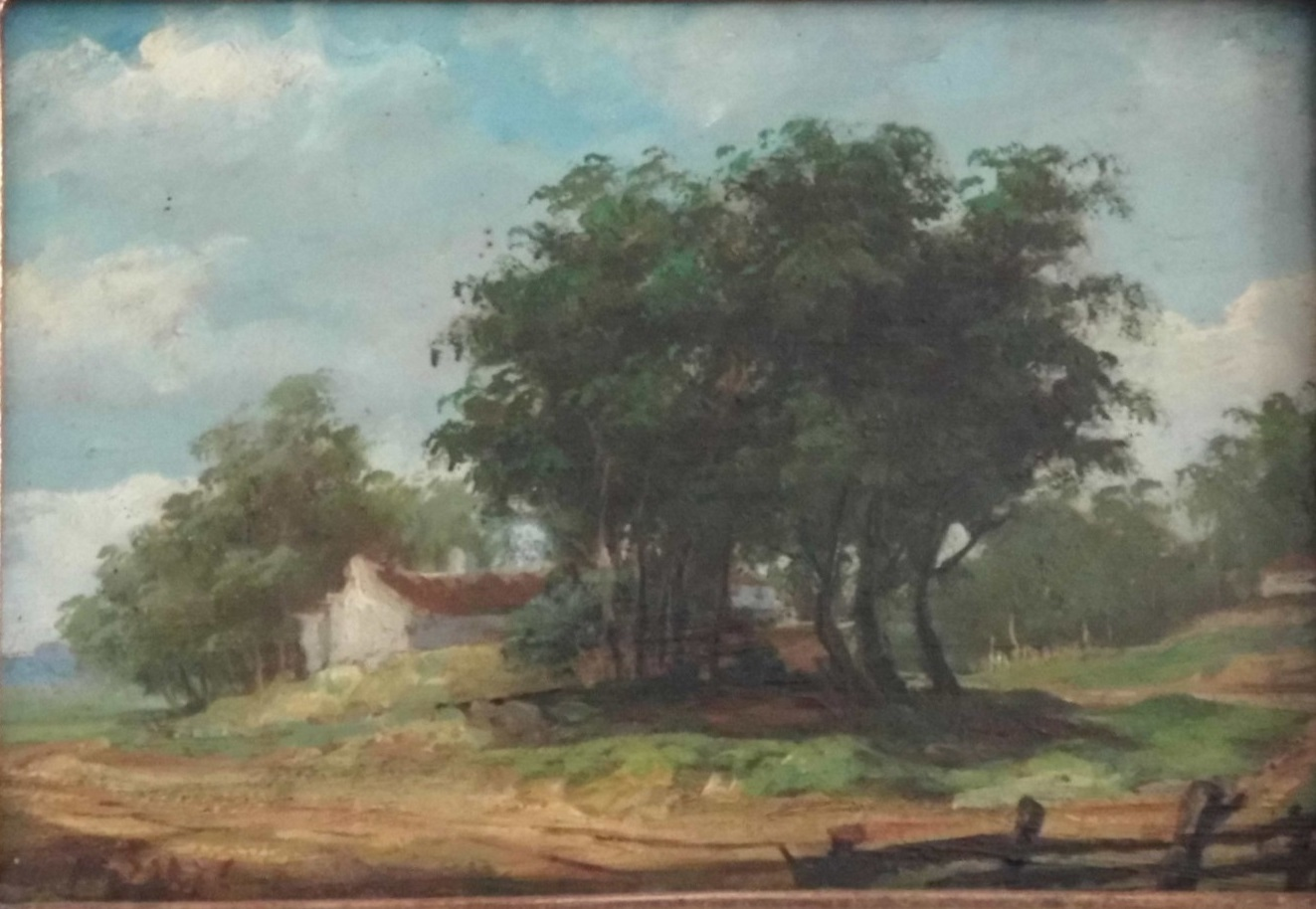
aisagem bucólica
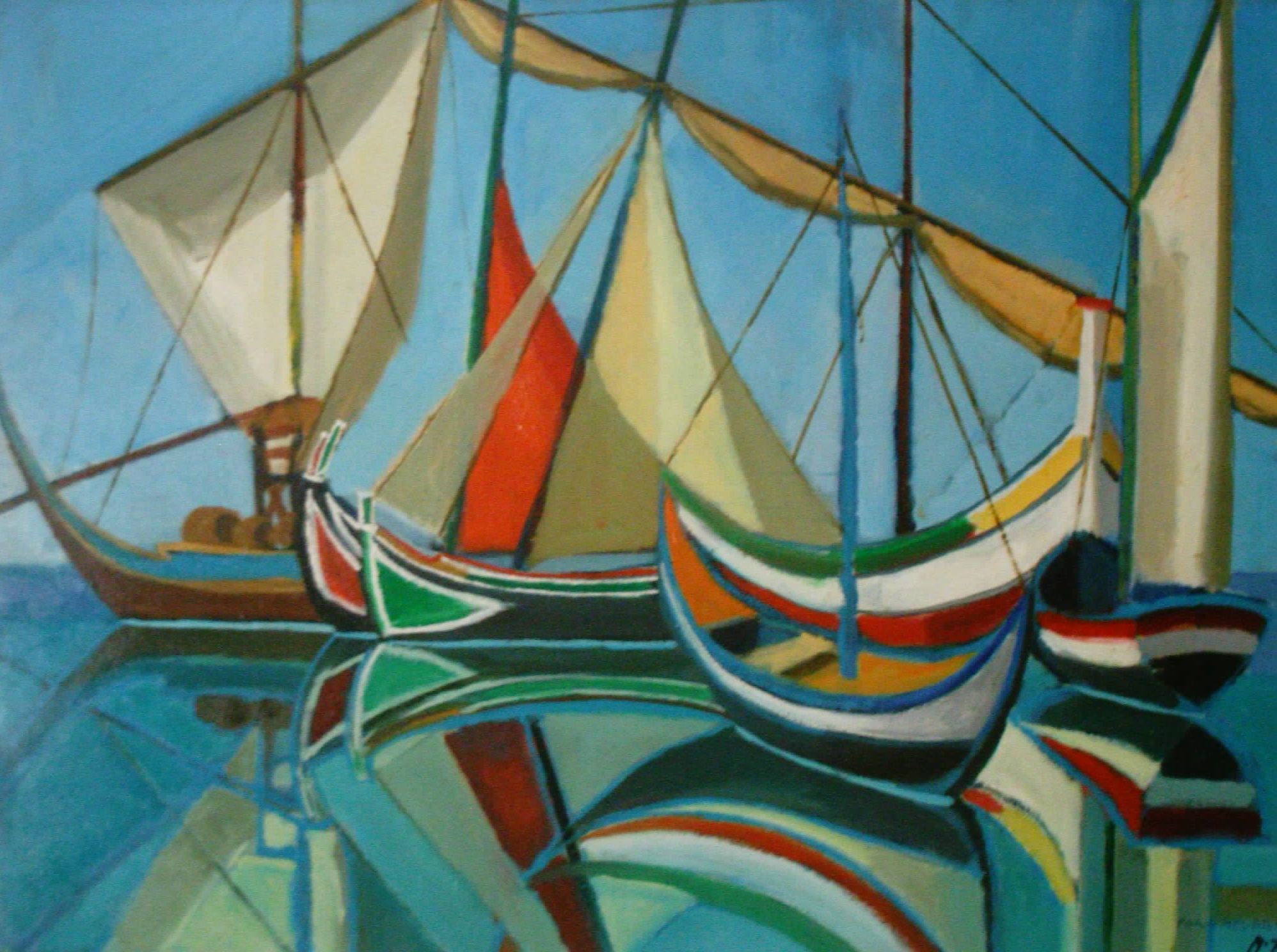
Barcos
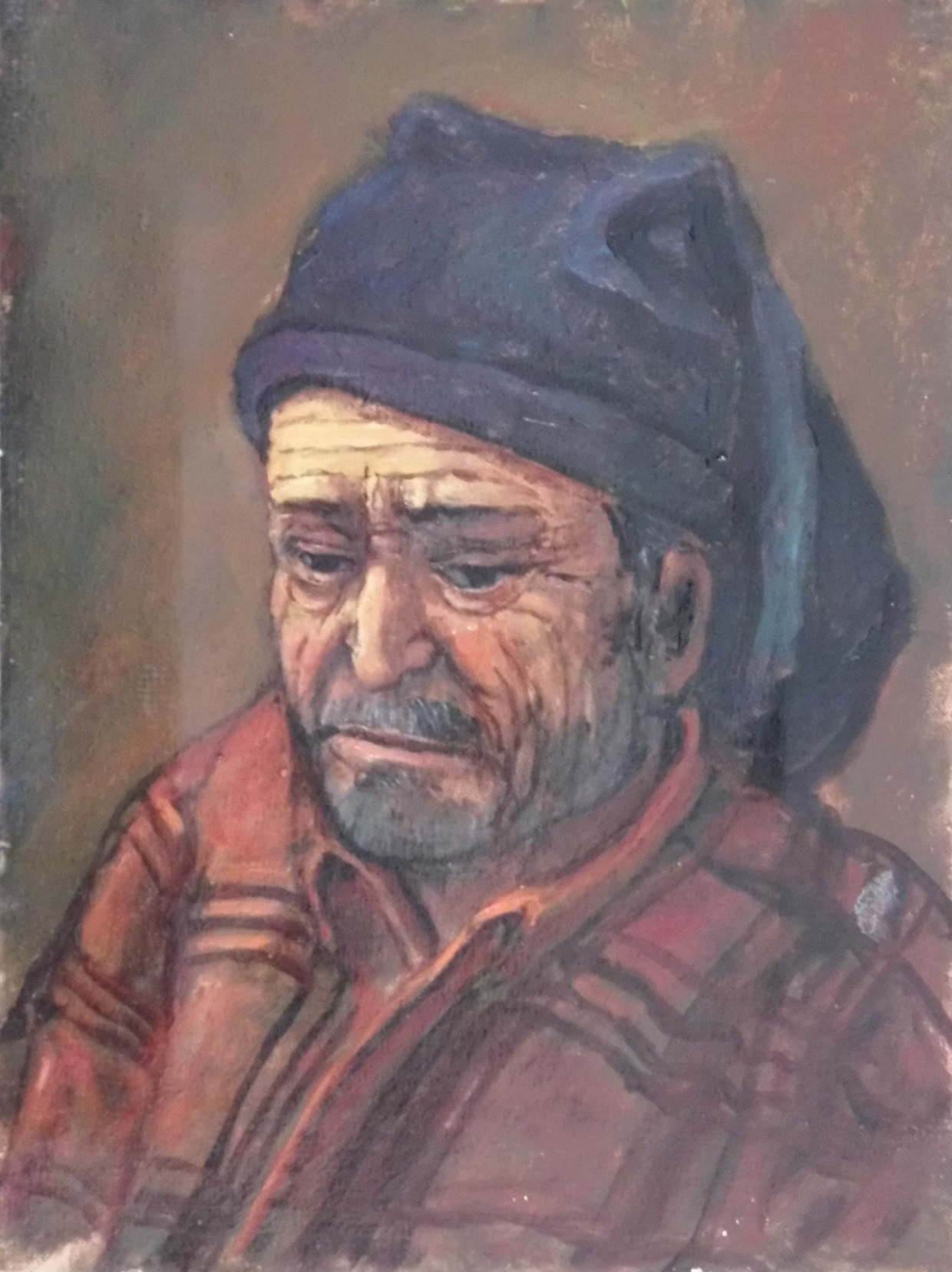
Pescador da Nazaré ou nazareno
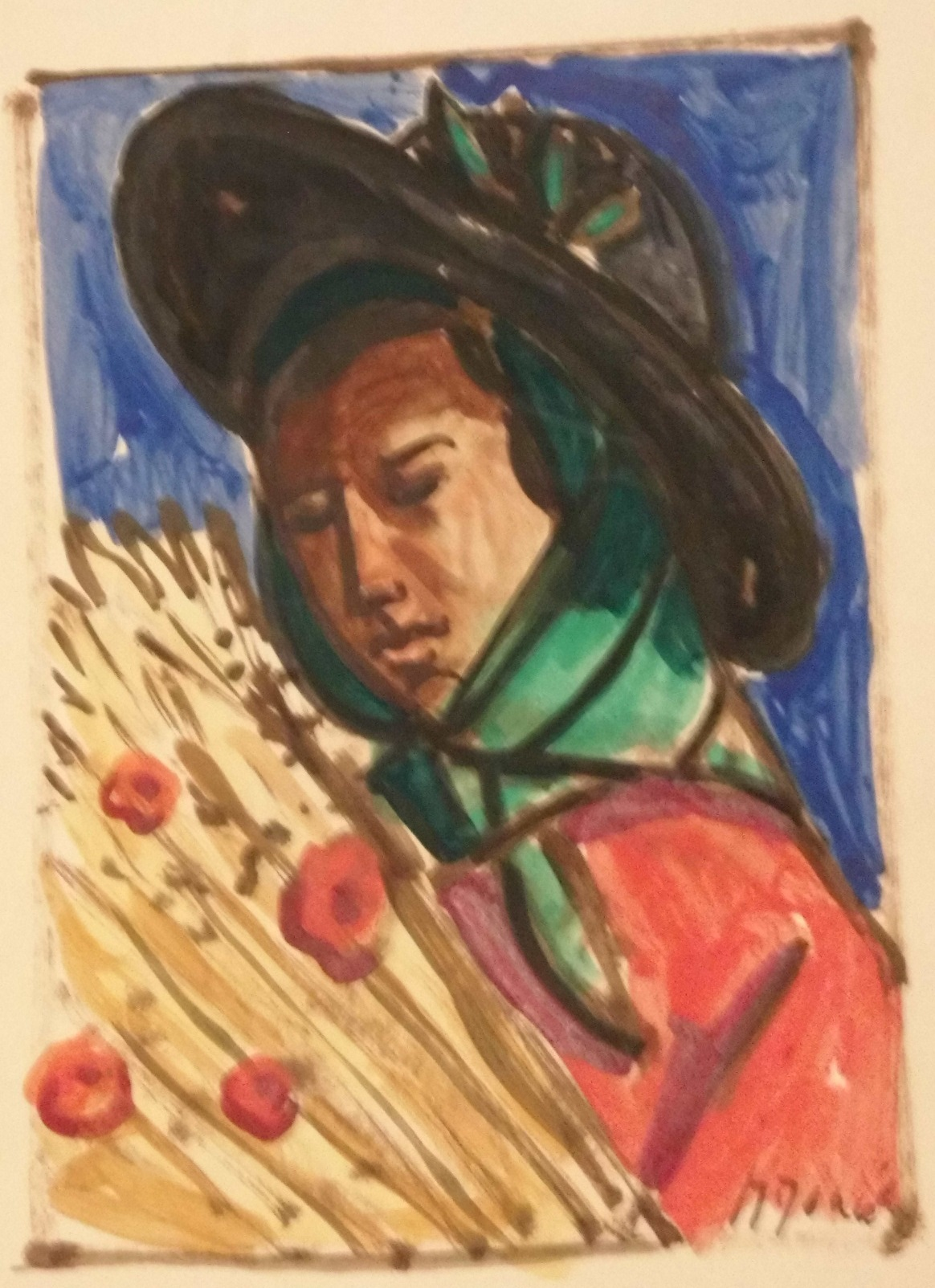
Ceifeira alentejana carregando trigo
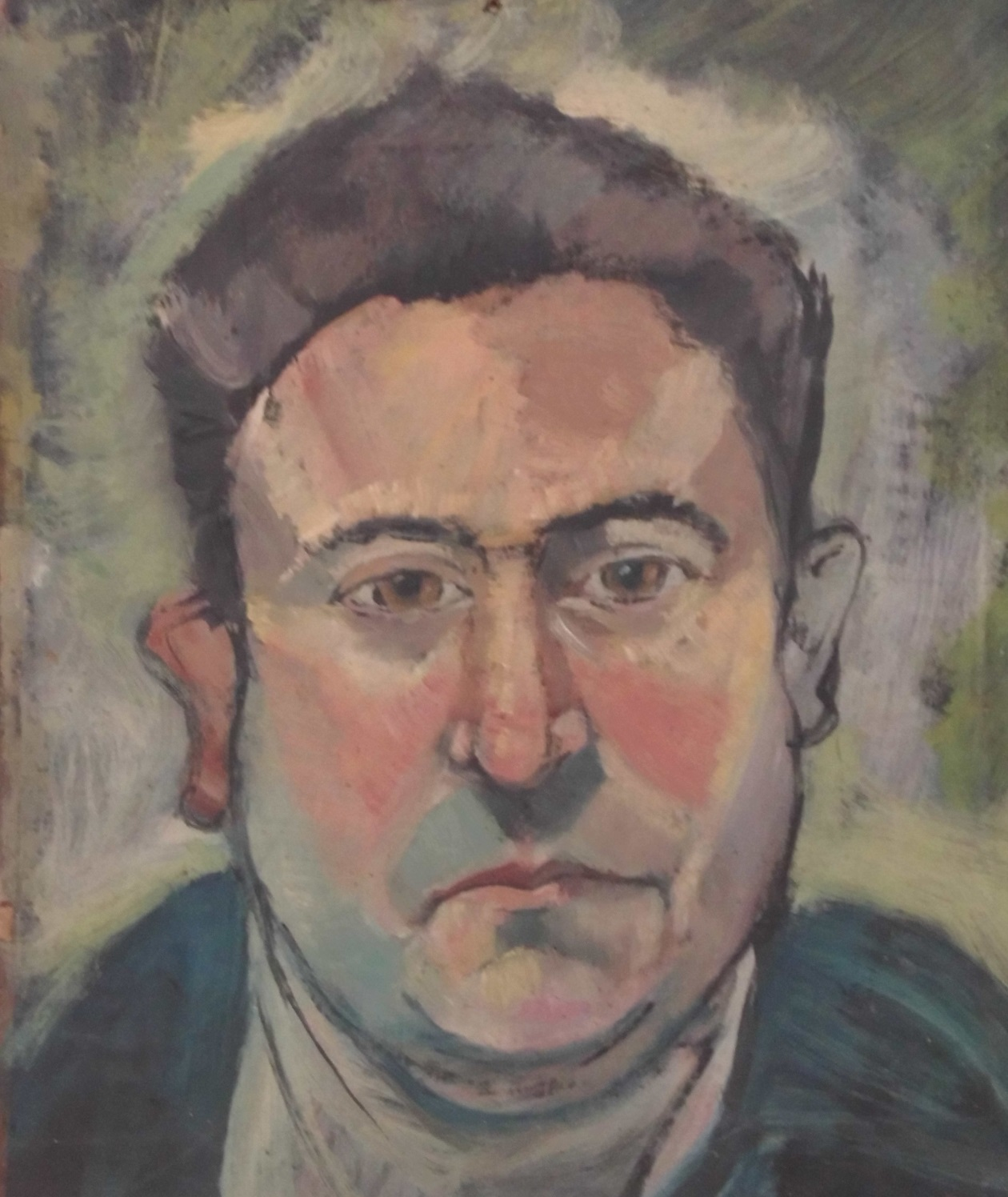
Retrato masculino
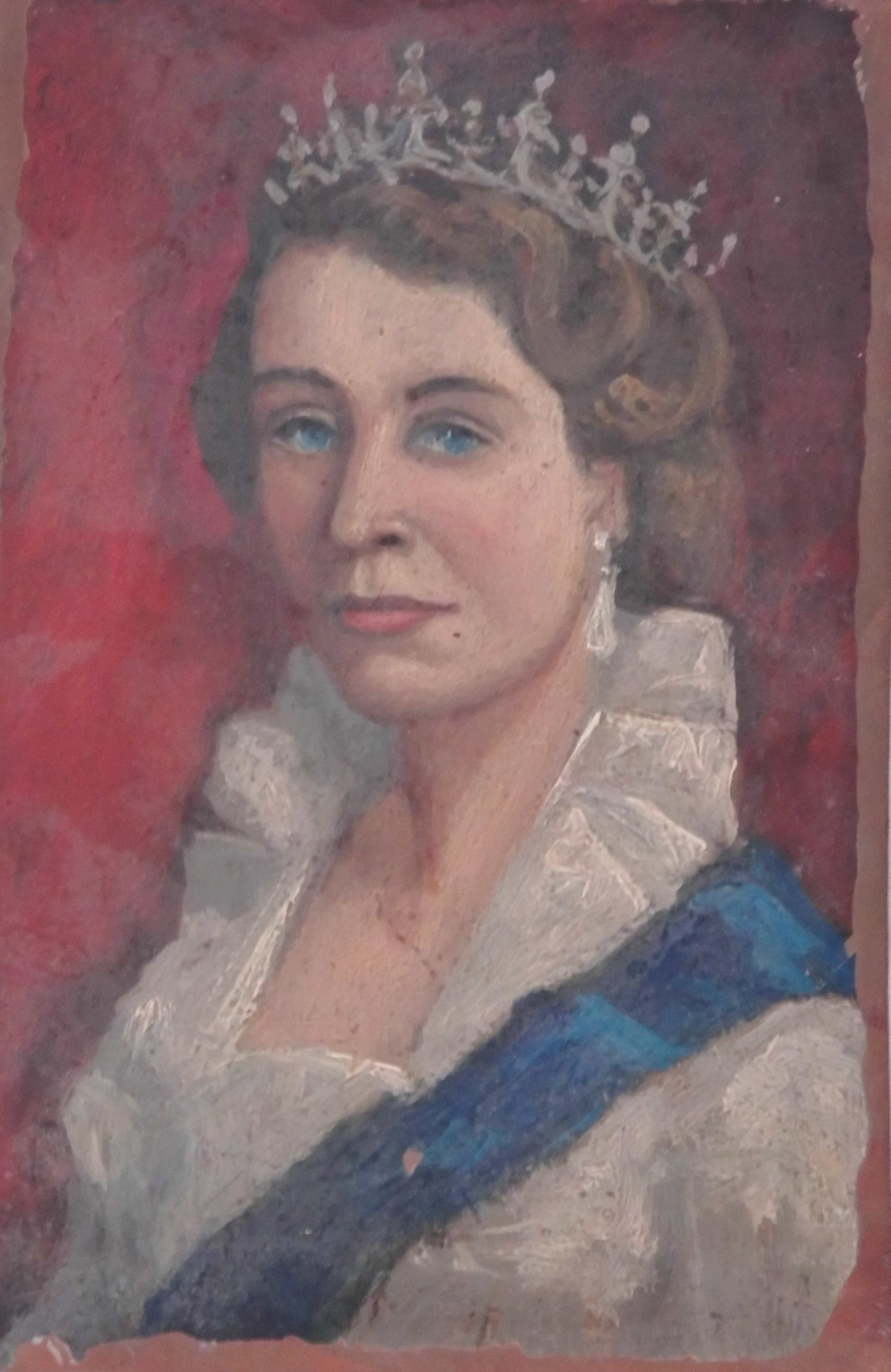
Isabel II
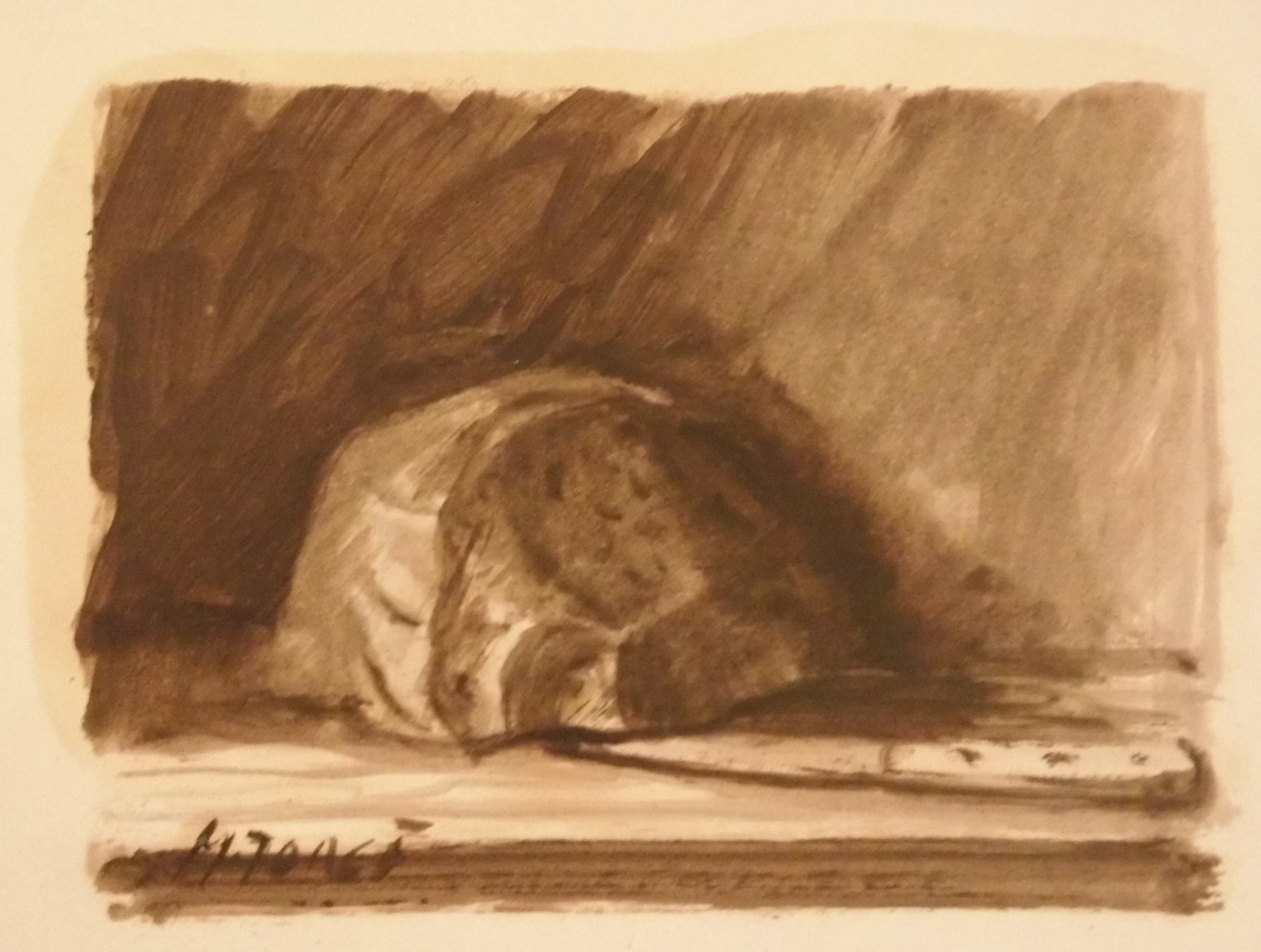
O pão - Neorrealismo

## Dados biográficos
1946 – Cortejo Municipal das Comemorações do VII Centenário da Tomada de Lisboa aos Mouros.
1953 – Prémio Jovem de Pintura, da Galeria de Março, em Lisboa
1954 – VII Exposição Anual do Círculo Artístico e Cultura Mário Augusto, na Sociedade Nacional de Belas Artes.
1958 – Participação no Pavilhão de Portugal na Exposition Universelle et Internacionale de Bruxelles, Bruxelas, Bélgica.
1959 – Exposição 50 Artistas Independentes, da Sociedade Nacional de Belas Artes.
1960 – Participação nas Comemorações do V Centenário da Morte do Infante D. Henrique, em Lisboa.
1964 – 19ª Exposição do Grupo Português de Aguarelistas, na Sociedade Nacional de Belas Artes.
1964 – Exposição colectiva no Hotel Tivoli, em Lisboa
1965 – Exhibition of Portuguese Contemporary Painting, comissariada pela Alaska Methodist University, de Ancorage, Alasca, Estados Unidos da América.
1965 – Exposição de Arte Portuguesa Contemporânea, no Rio de Janeiro, Brasil.
1965 – Exposição individual na Galeria Yela, em Lisboa.
1967 – Exposição de Pintura Portuguesa Contemporânea, em Los Angeles, Califórnia, Estados Unidos da América.
1968 - Elaboração de reproduções de biombos Namban, da colecção do Museu Nacional de Arte Antiga (Lisboa), para exposição no Hotel Alvor, Alvor, Portimão.
1968 – Contrato para representação no Reino Unido com a Arnot Fine Arts.
1971 – Exhibition of Portuguese Art, Filadélfia, Estados Unidos da América.
1974 – Exposição colectiva do Conselho Português para a Paz e Cooperação, na Sociedade Nacional de Belas Artes, Lisboa.
1975 – Elaboração de reproduções de biombos Namban, da colecção do Museu Nacional de Arte Antiga (Lisboa), para exposição no Hotel Altis, em Lisboa.
1975 – Participação na obra colectiva de pintura mural no Mercado 31 de Janeiro, em Lisboa.
1975 – Exposição do Comité José Dias Coelho, Barreiro.
1977 – Participação na 1ª Bienal de Artes Plásticas da Festa do Avante.
1978 – Participação no trabalho colectivo de criação do mural do Centro de Trabalho do Partido Comunista Português, da Rua Soeiro Pereira Gomes, em Lisboa.
1979 – Participação na 2ª Bienal de Artes Plásticas da Festa do Avante.
1980 (Junho) – Exposição para o IV Centenário de Camões, promovida pela Sociedade Nacional de Belas Artes.
1980 – Quinzena da Cultura e da Paz, da Sociedade Nacional de Belas Artes.
1980 – Retrato de Mário Gusmão Madeira, presidente do Automóvel Club de Portugal entre 1953 e 1974.
1980 – Retrato de Francisco Pinto Balsemão, presidente do Automóvel Club de Portugal entre 1974 e 1980.
1981 – Exposição colectiva Quinzena da Cultura e da Paz, da Sociedade Nacional de Belas Artes, Lisboa.
1981 – Participação na 3ª Bienal de Artes Plásticas da Festa do Avante.
1983 – Exposição colectiva das Jornadas Culturais de Fafe.
1983 – Presença na colecção permanente do Museu Armindo Teixeira Lopes, da Câmara Municipal de Mirandela.
1983 – Participação na 4ª Bienal de Artes Plásticas da Festa do Avante.
1987 – Participação na 5ª Bienal de Artes Plásticas da Festa do Avante
1989 – Participação na 6ª Bienal de Artes Plásticas da Festa do Avante
1990 – Exposição colectiva da Euroarte – Galeria de Arte Europeia, Lisboa
1991 – Participação na 6ª Bienal de Artes Plásticas da Festa do Avante
1993 – Participação na 7ª Bienal de Artes Plásticas da Festa do Avante
1997 – Participação na 8ª Bienal de Artes Plásticas da Festa do Avante